# At Vance
At Vance est un groupe de power metal allemand, originaire de Mayence, dans le Land de Rhénanie-Palatinat.

## Biographie
At Vance est formé en 1998 par Olaf Lenk, déjà connu pour ses albums solo, comme guitariste pour le groupe Zed Yago et pour sa participation au projet progressif Centers. Le premier album, No Escape (1998) annonce déjà le style du groupe, mais ce dernier ne se révèlera vraiment qu'en 2000 avec l'album Heart of Steel, qui est très bien accueilli par le public tout comme leur album suivant Dragonchaser en 2001.
Le groupe signe avec AFM records en 2002, et sort l'album Only Human puis part en tournée avec Rhapsody of Fire et Angel Dust. Le chanteur Oliver Hartmann quitte ensuite le groupe car ne supporte pas le rythme de la tournée. Celui-ci publiera un album solo, Out in the Cold le 25 avril 2005 via le label Frontiers Records. Mats Levén, ancien chanteur de Yngwie Malmsteen, le remplace. Après plusieurs mois d'écriture Olaf Lenk propose The Evil In You un album profond novateur et sensuel. Une tournée avec Kamelot s'ensuit. En milieu 2004, le groupe annonce l'enregistrement d'un nouvel album. En décembre 2004, le groupe annonce l'arrivée du batteur de session Franco Zuccaroli. Par la suite, au début de 2005, At Vance annonce la publication de l'album, intitulé Chained, le 17 avril 2005 au label AFM Records.
Chained voit le jour en 2005 et est un succès phénoménal en Scandinavie. L'album VII voit l'arrivée de Rick Altzi. Fatigué des changements de formation, Olaf Lenk cherchera des musiciens stables pour la tournée suivante. À la fin de 2007, le groupe est annoncé pour une tournée sud-américaine qui sera annulé par les promoteurs. En mai 2009, le groupe annonce le départ de Manuel Walther qui sera remplacé par le bassiste Wolfman Black du groupe allemand Justice. En juillet 2009, AFM Records annonce le dernier album du groupe, intitulé Ride the Sky, pour le 18 septembre. 
En 2011, le groupe publie un single intitulé Tokyo, un titre rendant hommage au Japon. En juillet 2011, ils sont annoncés au Borsencrash Festival. Le 27 avril 2012, le groupe publie son neuvième album, Facing Your Enemy via AFM Records. Ce même mois, quelques jours avant la sortie de l'album, le groupe publie une vidéo du titre principal, Facing Your Enemy.

## Membres

### Membres actuels
- Olaf Lenk – guitare, clavier (depuis 1998)[1]
- Rick Altzi – chant (depuis 2007)[1]
- Wolfman Black – basse (depuis 2009)[1]
- Kevin Kott – batterie (depuis 2012)[1]

### Anciens membres
- Oliver Hartmann – chant (1998-2003)[1]
- Rainald König – guitare (anciennement basse) (1999-2004)[1]
- Uli Müller – clavier (1999-2002)[1]
- Jochen Schnur – basse (2000-2002)[1]
- Jürgen « Sledgehammer » Lucas – batterie (2000-2004)[1]
- Sascha Feldmann – basse (2003-2004)[1]
- Mats Levén – chant (2003-2007)[1]
- John A.B.C. Smith – basse (2004-2007)[1]
- Mark Cross – batterie (2005)[1]
- Manuel Walther – basse (2007-2009)[1]
- Alex Landenburg – batterie (2007-2012)[1]

## Discographie

### Albums studio
- 1999 : No Escape
- 2000 : Heart of Steel
- 2001 : Dragonchaser
- 2001 : Early Works Centers
- 2002 : Only Human
- 2003 : The Evil In You
- 2005 : Chained
- 2007 : VII
- 2009 : Ride the Sky
- 2012 : Facing Your Enemy

### Autres
- 2000 : No Escape (Promo) (EP)
- 2001 : Early Works - Centers (compilation)
- 2003 : Rock Diamonds (split)
- 2009 : Decade (compilation)
- 2011 : Tokyo (single)